# Bila Tserkva (Transkarpatië)
Bila Tserkva (Oekraïens: Біла Церква, Roemeens: Biserica Albă, Hongaars: Tiszafejéregyház) is een plaats in de gemeente Solotvyno in het Oblast Transkarpatië in het Oekraïense rajon Tjatsjiv.
De plaats is de enige in Oekraïne waar Roemenen in de meerderheid zijn. Het had in 2001 in totaal 3.024 inwoners en daarvan was 97% Roemeenstalig en behorend tot de Roemeense minderheid in Oekraïne.

## Verkeer
In 2022 werd met steun van de Europese Unie begonnen met het technisch ontwerp en de bouw van de 2×2-baans brug over de Tisza naar Roemenië (Teplice). De Tisza-brug, die ook geschikt is voor vrachtverkeer, zal volgens de plannen in de zomer van 2024 voltooid zijn.